# 科寧 (密蘇里州)
科寧（英語：Corning）是位於美國密蘇里州霍爾特縣的村。

## 人口
根據2020年美國人口普查的數據，科寧的面積為0.28平方千米，皆為陸地。當地共有人口3人，而人口密度為每平方千米11人。